# El lirio blanco
El lirio blanco (en francés: L'Iris Blanc) es el álbum n.º 40 de la serie Astérix el Galo, editada por Hachette Livre/Goscinny-Uderzo. Fue publicado en 2023, saliendo a la venta el 26 de octubre de ese año en toda Europa. Es el sexto álbum de Astérix en que no participan ninguno de sus creadores originales; en su lugar, Fabcaro se encarga del guion y Didier Conrad del dibujo. En España está editado por Editorial Salvat.
El álbum se publicó en veinte idiomas, con una tirada de cinco millones de ejemplares.

## Argumento
La historia comienza en las fronteras de la República romana, donde un centurión ordena a sus soldados cargar contra los godos y estos se niegan, desmoralizados. Aparece a continuación el palacio de Julio César, quien pregunta a sus tribunos militares qué hacer para acabar con los motines y las deserciones. Tras varias intervenciones, toma la palabra Viciovirtus, médico en jefe del ejército romano, quien propone su método del «lirio blanco», un sistema de motivación basado en la autoayuda y el pensamiento positivo, unido a una dieta sana. César le propone probar su método en la aldea de los irreductibles galos, tras lo que Viciovirtus se traslada a la guarnición de Babaorum. Así, el médico romano aparece en la aldea gala con la intención de comprar comida sana y comienza a ganarse a las gentes del pueblo con frases hechas, lenguaje positivo, amabilidad y algo de adulación. Astérix empieza a sospechar de las intenciones del romano, por lo que se reúne con el jefe Abraracúrcix y el druida Panorámix, además de Obélix. Al guerrero galo se le ocurre organizar un recital del bardo Asurancetúrix, de cara a provocar, como es habitual, una pelea entre los aldeanos y resucitar el ambiente de confrontación fraternal que suele reinar en la aldea, frente al pacifismo buenista insuflado por Viciovirtus. Sin embargo, la treta sale mal, ya que los aldeanos alaban la actuación del bardo con buenas palabras.
Finalmente, Astérix se encara con Viciovirtus y le traslada que no es bienvenido en la aldea, tras lo que el romano planea el secuestro pacífico de Karabella, la mujer del jefe, a la que tiene engatusada y a la que convence de viajar a Lutecia, con la intención de entregarla a Julio César y obligar a la aldea a rendirse. Sin embargo, Astérix y Obélix, junto con Abraracúrcix, salen en su persecución, con el objetivo de liberarla. En la capital gala, tras visitar al hermano de Karabella y tomar algo en una posada, Viciovirtus lleva a Karabella a ver una obra de teatro a la que acudirá César. Tras seguir sus pasos, los galos irrumpen en el escenario y Viciovirtus ordena a los legionarios allí presentes a atacar a los galos, que se defienden gracias a la poción mágica —menos Obélix, como es habitual—. Aparece entonces César, que viéndose derrotado condena a Viciovirtus a los leones, pero Astérix le pide clemencia para su adversario y finalmente lo condena a galeras. La historia acaba con el habitual banquete en la aldea gala.

## Análisis
Esta historia transcurre en la aldea gala, como es habitual en la serie de Astérix, en la que alternan una historia en ella y otra fuera. La historia inmediatamente anterior, Astérix tras las huellas del grifo, transcurría fuera de la aldea de los irreductibles galos. En este caso el peligro acecha mediante un falso gurú que, con un método basado en la autoayuda y la filosofía positiva, intenta adormecer y apaciguar a los galos. Para ello emplea diversas citas y aforismos, la mayoría inventados por el guionista Fabcaro, aunque se encuentran diversos guiños a la cultura popular, entre ellos alusiones a Star Wars, Rocky y la película francesa El odio.
El nuevo personaje y villano del álbum, Viciovirtus —cuyo nombre expresa la duplicidad del personaje—, es un hombre sabelotodo y manipulador, con cierto carisma y aura de intelectualidad, que se expresa mediante citas grandilocuentes pero cuyo objetivo es tan solo el de lograr sus ambiciosos planes. Según los autores, está basado en personas reales como Bernard-Henri Lévy y Dominique de Villepin.
Este es el primer número escrito por Fabcaro (Fabrice Caro), en sustitución de Jean-Yves Ferri. Fabcaro es autor de cómics y novelista, autor de títulos como Le Steak haché de Damoclès (2005), La Bredoute (2007) y On est pas là pour réussir (2012). En 2015 ganó el Premio Landerneau BD «Coup de coeur» con el álbum Zaï zaï zaï zaï. En 2018 escribió la novela Le Discours, que fue adaptada al cine en 2020 por Laurent Tirard.

## Personajes
Además de los protagonistas (Astérix y Obélix), el perro Ideafix, el druida Panorámix, el jefe Abraracúrcix, el bardo Asurancetúrix y otros personajes de la aldea, además de Julio César, hay los siguientes personajes, propios de esta aventura:
- Viciovirtus, médico en jefe del ejército romano.
- Alcalinus, centurión romano del campamento de Babaorum.
- Sacerdocios, esclavo griego.
- Macrobiótix, posadero galo.